# Svartsjön (Ransbergs socken, Västergötland)
Svartsjön är en sjö i Tibro kommun i Västergötland och ingår i Motala ströms huvudavrinningsområde.